# LGBT práva v Uzbekistánu

Duhová mapa Uzbekistánu

Pohlavní styk mezi muži je v Uzbekistánu ilegální a lze za něj uložit peněžitý trest nebo 3 roky odnětí svobody.
Trestní zákon 95/1994 Sb.(ve změnách pozdějších předpisů 2001)
- § 120 Homosexualita

"Dobrovolná soulož vykonaná mezi muži je trestným činem, jenž může být potrestán až 3letým vězením.

## Veškeré zákony týkající se LGBT osob
| Legální stejnopohlavní styk                                                              | Mužský ilegální (3 roky vězení, pokuta) Ženský legální |
| Stejný věk legální způsobilosti k pohlavnímu styku pro obě orientace                     | / Pouze pro homosexuální ženy                          |
| Anti-diskriminační zákony v zaměstnání                                                   | No                                                     |
| Anti-diskriminační zákony ve službách a v obchodu                                        | No                                                     |
| Anti-diskriminační zákony v ostatních oblastech(nepřímá diskriminace, homofobní projevy) | No                                                     |
| Stejnopohlavní manželství                                                                | No                                                     |
| Stejnopohlavní soužití                                                                   | No                                                     |
| Adopce dítěte stejnopohlavního partnera                                                  | No                                                     |
| Společná adopce                                                                          | No                                                     |
| Homosexuální jednotlivec může sloužit v armádě                                           | No                                                     |
| Možnost změny pohlaví                                                                    | No                                                     |
| Možnost umělého oplodnění pro lesbické ženy                                              | No                                                     |
| Možnost náhradního mateřství                                                             | No                                                     |